# Campeonato Ecuatoriano de Fútbol 1971
El Campeonato Ecuatoriano de Fútbol 1971, conocido oficialmente como «Campeonato Nacional de Fútbol 1971», fue la 13.ª edición del Campeonato nacional de fútbol profesional de la Serie A en Ecuador. El torneo fue organizado por la Asociación Ecuatoriana de Fútbol (hoy Federación Ecuatoriana de Fútbol) y contó con la participación de los 16 equipos de fútbol. Además, también en esta temporada descendieron 8 equipos.
Equipos participantes: El torneo se disputó con 16 equipos: Guayas (4) Barcelona, Emelec, 9 de Octubre y Norte América. Pichincha (6) Liga Deportiva Universitaria, El Nacional, Deportivo Quito, Universidad Católica, América y Politécnico. Azuay (1) Deportivo Cuenca. Manabí (2) Juventud Italiana y Liga Deportiva Universitaria de Portoviejo. Tungurahua (2) Macará y Brasil. Chimborazo (1) Olmedo.
Barcelona se coronó campeón por quinta vez en su historia y además, fue el primer bicampeonato del club torero.
La vuelta olímpica fue en el Estadio Olímpico Atahualpa de Quito, Barcelona se enfrentó a Liga Deportiva Universitaria en un partido difícil, de mucho suspenso hasta el final. Nelsinho y Gerson marcaron los goles para el cuadro amarillo y un penal atajado por Alayón dieron un triunfo para el cuadro del Astillero y el primer bicampeonato lo ponía Barcelona, el partido terminó 2-1 victoria torera.
Equipo del campeón: Víctor Peláez, Walter Cárdenas, Juan Noriega, Pedro Álvarez, A. Macias, Luis Alayón, A. Hurtado, Washington Muñoz, Jorge Bolaños, Miguel Ángel Coronel, C. Ordóñez, Nelsinho, Gerson, Jorge Phoyú, J. Santana, Mario Espinoza, Gerardo Reinoso, F. Redwood, Juan Madruñero, Edison Saldivia, H. Menéndez, U. Stacio, Alfonso Quijano, J. Cordero, Alberto Spencer, Pedro Pablo León y M. Pérez.
No hubo ascensos.
Debido a la situación irregular provocada por la "fuga" de clubes, la Asociación Ecuatoriana canceló los ascensos y promovió el descenso de 6 equipos para el campeonato de la Serie B, 1 equipo para el campeonato de la Segunda Categoría del Guayas y 1 equipo para el campeonato de la Segunda Categoría de Tungurahua.

## Sistema de juego
Participaron 16 equipos, pues se incorporaron al torneo 2 equipos manabitas, 2 ambateños, 1 cuencano y 1 riobambeño, dándole una pizca más de carácter nacional. Así, compitieron por Guayas: Barcelona, Emelec, 9 de Octubre y Norte América; por Pichincha: Liga Deportiva Universitaria, El Nacional, Deportivo Quito, Universidad Católica, América y Politécnico; por Tungurahua: Macará y Brasil (como equipo sorpresa); por Manabí: Juventud Italiana y Liga Deportiva Universitaria de Portoviejo. por Chimborazo: Olmedo (como equipo sorpresa), que hizo su debut en el profesionalismo, y por Azuay: el recién creado conjunto del Deportivo Cuenca (también como equipo sorpresa), que también hizo su debut en el profesionalismo. En total son 6 equipos de la Costa y 10 equipos de la Sierra.
Una vez más estrenaron esquema: los 16 equipos se dividieron en 2 grupos de 8 equipos cada uno. En cada grupo jugaron bajo la modalidad de sistema de todos contra todos en juegos de ida y vuelta. Una vez agotados los 14 encuentros de cada equipo, los 4 primeros de cada grupo pasaron a jugar un octagonal para coronar al campeón.
Los 4 equipos peor ubicados de cada octagonal debieron jugar un octagonal para no descender. Este mecanismo deparaba una sorpresa: de los 8, los 6 últimos equipos bajaban de categoría. Hasta ahí normal. Pero también debieron descender los 2 últimos cuadros del grupo que peleó por el título. ¿Por qué tantos cuadros fuera de la primera categoría? Porque la idea era contar para 1972 con un torneo más corto de 8 equipos de la Serie A y 8 equipos de la Serie B, alimentada con estos equipos descendidos.

## Relevo anual de clubes
| Pos.  | de la Primera División |
| ----- | ---------------------- |
| 1º    | Patria                 |
| 2º    | Everest                |
| Prom. | Aucas                  |

| Pos. | de la Segunda División del Guayas |
| ---- | --------------------------------- |
| 1º   | Norte América                     |

| Pos. | de la Segunda División de Manabí |
| ---- | -------------------------------- |
| 1º   | Juventud Italiana                |

| Pos.  | de la Segunda División de Pichincha |
| ----- | ----------------------------------- |
| Prom. | Politécnico                         |

| Pos. | de la Segunda División de Tungurahua |
| ---- | ------------------------------------ |
| 1º   | Brasil                               |

## Datos de los clubes
| Equipo               | Ciudad                                                | Provincia  |
| -------------------- | ----------------------------------------------------- | ---------- |
| América de Quito     | Quito                                                 | Pichincha  |
| Barcelona            | Guayaquil                                             | Guayas     |
| Brasil               | Ambato                                                | Tungurahua |
| Deportivo Cuenca     | Cuenca                                                | Azuay      |
| Deportivo Quito      | Quito                                                 | Pichincha  |
| El Nacional          | Quito                                                 | Pichincha  |
| Emelec               | Guayaquil                                             | Guayas     |
| Juventud Italiana    | [[Archivo:\|20x20px\|border\|Bandera de Manta]] Manta | Manabí     |
| Liga de Portoviejo   | Portoviejo                                            | Manabí     |
| Liga de Quito        | Quito                                                 | Pichincha  |
| Macará               | Ambato                                                | Tungurahua |
| Norte América        | Guayaquil                                             | Guayas     |
| Olmedo               | Riobamba                                              | Chimborazo |
| Politécnico          | Quito                                                 | Pichincha  |
| Universidad Católica | Quito                                                 | Pichincha  |
| 9 de Octubre         | Guayaquil                                             | Guayas     |

## Equipos por ubicación geográfica
| Provincia  | N.º | Equipos                                                                                                 |
| ---------- | --- | --- |
| Pichincha  | 6   | - América de Quito - Deportivo Quito - El Nacional - Liga de Quito - Politécnico - Universidad Católica |
| Guayas     | 4   | - Barcelona - Emelec - Norte América - 9 de Octubre                                                     |
| Manabí     | 2   | - Juventud Italiana - Liga de Portoviejo                                                                |
| Tungurahua | 2   | - Brasil - Macará                                                                                       |
| Azuay      | 1   | - Deportivo Cuenca                                                                                      |
| Chimborazo | 1   | - Olmedo                                                                                                |

| Juventud Italiana Liga de Portoviejo Barcelona Emelec Norte América 9 de Octubre Universidad Católica Politécnico Liga de Quito El Nacional Deportivo Quito América de Quito Deportivo Cuenca Olmedo Brasil Macará |

## Primera etapa

### Grupo 1

#### Partidos y resultados
| Local/Visita      | AME | CUE | NAC | EME | JIT | MAC | NAM | POL |
| ----------------- | --- | --- | --- | --- | --- | --- | --- | --- |
| América de Quito  |     | 1-3 | 1-0 | 3-0 | 0-0 | 2-0 | 2-1 | 2-1 |
| Deportivo Cuenca  | 3-2 |     | 2-2 | 0-0 | 3-0 | 1-0 | 2-0 | 1-1 |
| El Nacional       | 2-1 | 1-0 |     | 1-1 | 4-0 | 4-0 | 3-0 | 2-2 |
| Emelec            | 3-0 | 3-1 | 1-0 |     | 2-2 | 1-1 | 4-1 | 1-0 |
| Juventud Italiana | 2-2 | 0-1 | 1-0 | 2-2 |     | 4-3 | 3-1 | 1-1 |
| Macará            | 1-1 | 4-1 | 1-2 | 0-2 | 3-1 |     | 3-1 | 1-1 |
| Norte América     | 1-3 | 1-2 | 2-3 | 0-6 | 1-1 | 0-3 |     | 0-4 |
| Politécnico       | 2-4 | 1-0 | 1-3 | 1-2 | 3-0 | 1-1 | 1-0 |     |

#### Tabla de posiciones
|  |  |    | Equipo            | PJ | PG | PE | PP | GF | GC | DG  | PTS |
|  |  | -- | ----------------- | -- | -- | -- | -- | -- | -- | --- | --- |
|  |  | 1. | Emelec            | 14 | 8  | 5  | 1  | 30 | 12 | +18 | 21  |
|  |  | 2. | El Nacional       | 14 | 8  | 3  | 3  | 29 | 16 | +13 | 19  |
|  |  | 3. | Deportivo Cuenca  | 14 | 7  | 4  | 3  | 21 | 16 | +5  | 18  |
|  |  | 4. | América de Quito  | 14 | 7  | 3  | 4  | 24 | 19 | +5  | 17  |
|  |  | 5. | Politécnico       | 14 | 3  | 6  | 5  | 20 | 19 | +1  | 12  |
|  |  | 6. | Macará            | 14 | 4  | 4  | 6  | 22 | 24 | -2  | 12  |
|  |  | 7. | Juventud Italiana | 14 | 3  | 6  | 5  | 17 | 26 | -9  | 12  |
|  |  | 8. | Norte América     | 14 | 0  | 1  | 13 | 9  | 40 | -31 | 1   |

PJ = Partidos jugados; PG = Partidos ganados; PE = Partidos empatados; PP = Partidos perdidos; GF = Goles a favor; GC = Goles en contra; DG = Diferencia de gol; PTS = Puntos
 NOTA: Los 4 primeros de la tabla clasifican al Octagonal final por el título, los 4 últimos de la tabla jugarán el Octagonal del Descenso.
|  | Clasificaron al Octagonal final.           |
|  | Clasificaron al Octagonal del No Descenso. |

### Grupo 2

#### Partidos y resultados
| Local/Visita         | BAR | BRA | QUI | LDUP | LDU | OLM | CAT | 9OC |
| -------------------- | --- | --- | --- | ---- | --- | --- | --- | --- |
| Barcelona            |     | 3-1 | 3-0 | 1-0  | 1-0 | 3-0 | 2-1 | 1-1 |
| Brasil               | 3-2 |     | 1-1 | 1-1  | 0-0 | 1-0 | 1-0 | 1-0 |
| Deportivo Quito      | 2-0 | 3-0 |     | 1-1  | 1-3 | 2-0 | 2-2 | 3-2 |
| Liga de Portoviejo   | 1-1 | 4-0 | 3-1 |      | 2-2 | 1-1 | 3-0 | 5-3 |
| Liga de Quito        | 2-1 | 3-0 | 4-2 | 1-1  |     | 1-1 | 1-1 | 4-0 |
| Olmedo               | 0-2 | 0-1 | 1-2 | 1-1  | 0-1 |     | 1-3 | 2-1 |
| Universidad Católica | 3-1 | 3-0 | 3-1 | 4-0  | 2-0 | 2-0 |     | 4-0 |
| 9 de Octubre         | 0-1 | 2-0 | 2-1 | 2-2  | 2-1 | 2-1 | 2-0 |     |

#### Tabla de posiciones
|  |  |    | Equipo               | PJ | PG | PE | PP | GF | GC | DG  | PTS |
|  |  | -- | -------------------- | -- | -- | -- | -- | -- | -- | --- | --- |
|  |  | 1. | Universidad Católica | 14 | 8  | 3  | 3  | 28 | 13 | +15 | 19  |
|  |  | 2. | Liga de Quito        | 14 | 6  | 5  | 3  | 23 | 14 | +9  | 17  |
|  |  | 3. | Barcelona            | 14 | 7  | 3  | 4  | 21 | 14 | +7  | 17  |
|  |  | 4. | Liga de Portoviejo   | 14 | 4  | 8  | 2  | 25 | 19 | +6  | 16  |
|  |  | 5. | Deportivo Quito      | 14 | 5  | 3  | 6  | 22 | 25 | -3  | 13  |
|  |  | 6. | Brasil               | 14 | 5  | 3  | 6  | 10 | 22 | -12 | 13  |
|  |  | 7. | 9 de Octubre         | 14 | 5  | 2  | 7  | 19 | 26 | -7  | 12  |
|  |  | 8. | Olmedo               | 14 | 1  | 3  | 10 | 8  | 23 | -15 | 5   |

PJ = Partidos jugados; PG = Partidos ganados; PE = Partidos empatados; PP = Partidos perdidos; GF = Goles a favor; GC = Goles en contra; DG = Diferencia de gol; PTS = Puntos
 NOTA: Los 4 primeros de la tabla clasifican al Octagonal final por el título, los 4 últimos de la tabla jugarán el Octagonal del Descenso.
|  | Clasificaron al Octagonal final.           |
|  | Clasificaron al Octagonal del No Descenso. |

## Segunda etapa

### Octagonal final

#### Partidos y resultados
| Local/Visita         | AME | BAR | CUE | NAC | EME | LDUP | LDU | CAT |
| -------------------- | --- | --- | --- | --- | --- | ---- | --- | --- |
| América de Quito     |     | 1-1 | 1-1 | 2-1 | 0-0 | 3-0  | 1-1 | 1-0 |
| Barcelona            | 1-1 |     | 2-0 | 4-2 | 1-1 | 2-1  | 3-0 | 2-0 |
| Deportivo Cuenca     | 1-0 | 0-0 |     | 0-0 | 0-0 | 1-0  | 0-0 | 2-2 |
| El Nacional          | 1-1 | 1-0 | 4-1 |     | 1-1 | 5-2  | 1-0 | 0-3 |
| Emelec               | 0-3 | 0-0 | 0-0 | 2-0 |     | 2-0  | 0-0 | 4-0 |
| Liga de Portoviejo   | 2-2 | 2-2 | 1-0 | 0-0 | 0-2 |      | 2-1 | 2-2 |
| Liga de Quito        | 1-1 | 1-2 | 1-1 | 0-1 | 1-0 | 4-2  |     | 2-0 |
| Universidad Católica | 1-1 | 3-0 | 1-1 | 1-1 | 3-0 | 1-0  | 0-1 |     |

#### Tabla de posiciones
|      |  |    | Equipo               | PJ | PG | PE | PP | GF | GC | DG  | PTS |
| ---- |  | -- | -------------------- | -- | -- | -- | -- | -- | -- | --- | --- |
| (C)  |  | 1. | Barcelona            | 14 | 6  | 6  | 2  | 20 | 13 | +7  | 18  |
| (SC) |  | 2. | América de Quito     | 14 | 4  | 9  | 1  | 18 | 11 | +7  | 17  |
|      |  | 3. | Emelec               | 14 | 4  | 7  | 3  | 12 | 9  | +3  | 15  |
|      |  | 4. | El Nacional          | 14 | 5  | 5  | 4  | 18 | 17 | +1  | 15  |
|      |  | 5. | Universidad Católica | 14 | 4  | 5  | 5  | 17 | 17 | 0   | 13  |
|      |  | 6. | Liga de Quito        | 14 | 4  | 5  | 5  | 13 | 14 | -1  | 13  |
|      |  | 7. | Deportivo Cuenca     | 14 | 2  | 9  | 3  | 8  | 12 | -4  | 13  |
|      |  | 8. | Liga de Portoviejo   | 14 | 2  | 4  | 8  | 14 | 27 | -13 | 8   |

PJ = Partidos jugados; PG = Partidos ganados; PE = Partidos empatados; PP = Partidos perdidos; GF = Goles a favor; GC = Goles en contra; DG = Diferencia de gol; PTS = Puntos
 NOTA: El torneo para el año 1972 (próximo campeonato) será reducido a 8 equipos con el nombre de la Serie A. Los participantes serán los 6 equipos mejores ubicados en el Octagonal final más los 2 primeros de la misma.
| (C)  | Campeón, clasificó a la Copa Libertadores 1972.                                                                            |
| (SC) | Subcampeón, clasificó a la Copa Libertadores 1972.                                                                         |
|      | Disputó los Juegos de Promoción para poder disputar ante el campeón de la Segunda Categoría de Azuay 1972.                 |
|      | Disputó los Juegos de Promoción para poder disputar en la 2.ª fase ante el campeón de la Segunda Categoría de Manabí 1971. |

#### Campeón
|                                            |
|                                            |
| Campeón Barcelona Sporting Club 5.º título |

### Octagonal del No Descenso

#### Partidos y resultados
| Local/Visita      | BRA | QUI | JIT | MAC | NAM | OLM | POL | 9OC |
| ----------------- | --- | --- | --- | --- | --- | --- | --- | --- |
| Brasil            |     | 1-3 | 1-1 | 2-5 | 3-0 | 1-1 | 0-1 | 0-0 |
| Deportivo Quito   | 3-0 |     | 3-0 | 2-0 | 2-0 | 0-2 | 2-2 | 4-0 |
| Juventud Italiana | 4-0 | 0-0 |     | 0-0 | 1-0 | 3-2 | 5-1 | 2-2 |
| Macará            | 1-0 | 2-1 | 4-1 |     | 3-0 | 1-1 | 3-0 | 1-0 |
| Norte América     | 0-0 | 1-1 | 1-0 | 1-0 |     | 3-2 | 3-1 | 1-1 |
| Olmedo            | 2-1 | 4-1 | 1-1 | 1-1 | 1-0 |     | 2-1 | 2-0 |
| Politécnico       | 3-0 | 1-1 | 8-0 | 2-0 | 2-3 | 3-3 |     | 3-1 |
| 9 de Octubre      | 4-1 | 3-2 | 3-0 | 1-1 | 4-1 | 1-0 | 3-1 |     |

#### Tabla de posiciones
|  |  |    | Equipo            | PJ | PG | PE | PP | GF | GC | DG  | PTS |
|  |  | -- | ----------------- | -- | -- | -- | -- | -- | -- | --- | --- |
|  |  | 1. | Macará            | 14 | 7  | 4  | 3  | 23 | 12 | +11 | 18  |
|  |  | 2. | Olmedo            | 14 | 6  | 5  | 3  | 24 | 17 | +7  | 17  |
|  |  | 3. | 9 de Octubre      | 14 | 7  | 3  | 4  | 23 | 18 | +5  | 17  |
|  |  | 4. | Deportivo Quito   | 14 | 6  | 4  | 4  | 25 | 16 | +9  | 16  |
|  |  | 5. | Politécnico       | 14 | 5  | 3  | 6  | 29 | 27 | +2  | 13  |
|  |  | 6. | Juventud Italiana | 14 | 4  | 5  | 5  | 18 | 26 | -8  | 13  |
|  |  | 7. | Norte América     | 14 | 5  | 2  | 7  | 14 | 22 | -8  | 12  |
|  |  | 8. | Brasil            | 14 | 1  | 4  | 9  | 10 | 28 | -18 | 6   |

PJ = Partidos jugados; PG = Partidos ganados; PE = Partidos empatados; PP = Partidos perdidos; GF = Goles a favor; GC = Goles en contra; DG = Diferencia de gol; PTS = Puntos
 NOTA: Pierden la categoría los 6 últimos equipos en la tabla de posiciones y los 2 mejores conservan la categoría.
|  | Disputó los Juegos de Promoción para poder disputar en la 1.ª fase ante el 8.º puesto de la Serie B 1971.                  |
|  | Disputó los Juegos de Promoción para poder disputar ante el campeón de la Segunda Categoría de Chimborazo 1971.            |
|  | Disputó los Juegos de Promoción para poder disputar ante el campeón de la Segunda Categoría de Pichincha 1971.             |
|  | Disputó los Juegos de Promoción para poder disputar en la 1.ª fase ante el campeón de la Segunda Categoría de Manabí 1971. |
|  | Disputó los Juegos de Promoción para poder disputar ante el campeón de la Segunda Categoría del Guayas 1971.               |
|  | Disputó los Juegos de Promoción para poder disputar en la 1.ª fase ante el campeón de la Serie B 1971.                     |
|  | Descendieron a la Serie B.                                                                                                 |

## Juegos de Promoción (Pichincha)
| Fecha    | Equipo      | Resultado | Equipo      |
| -------- | ----------- | --------- | ----------- |
| 12.12.71 | Aucas       | 0-0       | Politécnico |
| 19.12.71 | Politécnico | 2-0       | Aucas       |

 NOTA: Para esta etapa se jugó en una sola fase la única fase se jugó el campeón de la Segunda Categoría de Pichincha de 1971, que fue Aucas contra el equipo que sea quiteño en que se ubicó en la quinta posición del Octagonal del No Descenso de la Segunda etapa del Campeonato Ecuatoriano de Fútbol de 1971 y del Campeonato Ecuatoriano de Fútbol Serie B 1971, que fue Politécnico, el ganador se enfrentó ante el campeón de la Segunda Categoría de Pichincha de 1971; siempre y cuando este sea de Quito en caso de que dicho equipo logró pasar esta fase en este caso Politécnico descendió a la Serie B para la temporada de 1972, mientras el perdedor en este caso Aucas permaneció en la Segunda Categoría de Pichincha.

### Clasificación final
|                                      |                                                       |
| Politécnico Permaneció en la Serie B | Aucas Permaneció en la Segunda Categoría de Pichincha |

## Juegos de Promoción (Manabí)

### 1.ª fase
| Fecha    | Equipo            | Resultado | Equipo            |
| -------- | ----------------- | --------- | ----------------- |
| 30.01.72 | Green Cross       | 0-5       | Juventud Italiana |
| 06.02.72 | Juventud Italiana | 3-1       | Green Cross       |

### 2.ª fase
| Fecha    | Equipo             | Resultado | Equipo             |
| -------- | ------------------ | --------- | ------------------ |
| 05.03.72 | Juventud Italiana  | 1-2       | Liga de Portoviejo |
| 12.03.72 | Liga de Portoviejo | 1-1       | Juventud Italiana  |

 NOTA: Para esta etapa se jugó en 2 fases la 1.ª fase jugó el campeón de la Segunda Categoría de Manabí de 1971, que fue Green Cross contra el equipo que sea mantense en que se ubicó en la sexta posición del Octagonal del No Descenso de la Segunda etapa del Campeonato Ecuatoriano de Fútbol de 1971 y del Campeonato Ecuatoriano de Fútbol Serie B 1971, que fue Juventud Italiana, en la 2.ª fase el ganador de la fase anterior se enfrentó ante el equipo que sea portovejense en que se ubicó en la posición más baja del Octagonal final de la Segunda etapa del Campeonato Ecuatoriano de Fútbol de 1971; siempre y cuando este sea de Portoviejo en caso de que dicho equipo logró pasar estas 2 fases en este caso Liga Deportiva Universitaria de Portoviejo descendió a la Serie B para la temporada de 1972, mientras los perdedores en este caso Juventud Italiana descendió a la Serie B para la temporada de 1972 y Green Cross permaneció en la Segunda Categoría de Manabí.

### Clasificación final
|                                                                        |                                               |                                                          |
| Liga Deportiva Universitaria de Portoviejo Descendió a la Serie B 1972 | Juventud Italiana Descendió a la Serie B 1972 | Green Cross Permaneció en la Segunda Categoría de Manabí |

## Juegos de Promoción (Tungurahua)

### 1.ª fase
| Fecha    | Equipo | Resultado | Equipo |
| -------- | ------ | --------- | ------ |
| 30.01.72 | Brasil | 0-0       | Macará |
| 06.02.72 | Macará | 0-0       | Brasil |

### 2.ª fase
| Fecha    | Equipo            | Resultado | Equipo            |
| -------- | ----------------- | --------- | ----------------- |
| 05.03.72 | América de Ambato | 0-0       | Macará            |
| 12.03.72 | Macará            | 0-0       | América de Ambato |

 NOTA: Para esta etapa se jugó en 2 fases la 1.ª fase jugó el equipo que sea ambateño en que se ubicó en la posición más baja del Octagonal final de la Segunda etapa del Campeonato Ecuatoriano de Fútbol de 1971, que fue Brasil contra el equipo que sea ambateño se se salió en que el campeón de la Segunda Categoría de Tungurahua de 1971, que fue América de Ambato, en la 2.ª fase el ganador de la fase anterior se enfrentó ante el equipo que sea ambateño en que se ubicó en la posición más baja del Octagonal final de la Segunda etapa del Campeonato Ecuatoriano de Fútbol de 1971; siempre y cuando este sea de Ambato en caso de que dicho equipo logró pasar estas 2 fases en este caso Macará ascendió a la Serie A para la temporada de 1972, mientras el perdedor en este caso Brasil descendió a la Segunda Categoría de Tungurahua para la temporada de 1972, mientras el ganador en este caso América de Ambato ascendió a la Serie B para la temporada de 1972.

### Clasificación final
|                                   |                                                            |                                              |
| Macará Ascendió a la Serie A 1972 | Brasil Descendió a la Segunda Categoría de Tungurahua 1972 | América de Ambato Ascendió a la Serie B 1972 |

## Juegos de Promoción (Chimborazo)
| Fecha    | Equipo    | Resultado | Equipo    |
| -------- | --------- | --------- | --------- |
| 07.05.72 | Palestino | 1-6       | Olmedo    |
| 10.05.72 | Olmedo    | 11-1      | Palestino |

 NOTA: Para esta etapa se jugó en una sola fase la única fase se jugó el campeón de la Segunda Categoría de Chimborazo de 1971, que fue Palestino contra el equipo que sea riobambeño en que se ubicó en la segunda posición del Octagonal del No Descenso de la Segunda etapa del Campeonato Ecuatoriano de Fútbol de 1971 y el subcampeón de la Serie B 1971, que fue Olmedo, el ganador se enfrentó ante el campeón de la Segunda Categoría de Chimborazo de 1971; siempre y cuando este sea de Riobamba en caso de que dicho equipo logró pasar esta fase en este caso Olmedo ascendió a la Serie A para la temporada de 1972, mientras el perdedor en este caso Palestino permaneció en la Segunda Categoría de Chimborazo.

### Clasificación final
|                                   |                                                            |
| Olmedo Ascendió a la Serie A 1972 | Palestino Permaneció en la Segunda Categoría de Chimborazo |

## Juegos de Promoción (Azuay)
| Fecha    | Equipo           | Resultado | Equipo           |
| -------- | ---------------- | --------- | ---------------- |
| 10.05.72 | Liga de Cuenca   | 1-2       | Deportivo Cuenca |
| 17.05.72 | Deportivo Cuenca | 2-1       | Liga de Cuenca   |

 NOTA: Para esta etapa se jugó en una sola fase la única fase se jugó el campeón de la Segunda Categoría del Azuay de 1972, que fue Liga Deportiva Universitaria de Cuenca contra el equipo que sea cuencano en que se ubicó en la posición más baja del Octagonal final de la Segunda etapa del Campeonato Ecuatoriano de Fútbol de 1971, que fue Deportivo Cuenca, el ganador se enfrentó ante el campeón de la Segunda Categoría del Azuay de 1972; siempre y cuando este sea de Cuenca en caso de que dicho equipo logró pasar esta fase en este caso Deportivo Cuenca descendió a la Serie B para la temporada de 1972, mientras el perdedor en este caso Liga Deportiva Universitaria de Cuenca permaneció en la Segunda Categoría del Azuay.

### Clasificación final
|                                              |                                                                                     |
| Deportivo Cuenca Descendió a la Serie B 1972 | Liga Deportiva Universitaria de Cuenca Permaneció en la Segunda Categoría del Azuay |

## Juegos de Promoción (Guayas)
| Fecha    | Equipo          | Resultado | Equipo          |
| -------- | --------------- | --------- | --------------- |
| 07.05.72 | Guayaquil Sport | 0-0       | Norte América   |
| 10.05.72 | Norte América   | 0-0       | Guayaquil Sport |

 NOTA: Para esta etapa se jugó en una sola fase la única fase se jugó el campeón de la Segunda Categoría del Guayas de 1971, que fue Guayaquil Sport contra el equipo que sea guayaquileño en que se ubicó en la séptima y penúltima posición del Octagonal del No Descenso de la Segunda etapa del Campeonato Ecuatoriano de Fútbol de 1971 y del Campeonato Ecuatoriano de Fútbol Serie B 1971, que fue Norte América, el ganador se enfrentó ante el campeón de la Segunda Categoría del Guayas de 1971; siempre y cuando este sea de Guayaquil en caso de que dicho equipo logró pasar esta fase en este caso Guayaquil Sport ascendió a la Serie B para la temporada de 1972, mientras el perdedor en este caso Norte América descendió a la Segunda Categoría del Guayas para la temporada de 1972.

### Clasificación final
|                                            |                                                                |
| Guayaquil Sport Ascendió a la Serie B 1972 | Norte América Descendió a la Segunda Categoría del Guayas 1972 |

## Goleadores
| Jugador                 | Equipo             | Goles |
| ----------------------- | ------------------ | ----- |
| Alfonso Obregón Allende | Liga de Portoviejo | 18    |
| Víctor Manuel Battaini  | Deportivo Quito    | 17    |
| Italo Cavagnari         | Olmedo             | 14    |